# 카디스 전투 (1702년)
카디스 전투는 1702년 영국, 네덜란드 함대와 육군에 의해 스페인의 도시 카디스가 포위된 스페인 왕위 계승 전쟁의 전투 중 하나이다. 이들 영국, 네덜란드군은 1702년 8월 23일 카디스에 도착하여 약 한달간 포위를 하였다. 도시는 겨우 500이 되지 않는 병사와 비야다리아스 후작 프란시스코 카스티요 파하르도(Marquis of Villadarias, Francisco Castillo Fajardo)의해 성공적으로 지켜졌다.

## 전투
1702년 7월, 조지 루크(George Rooke), 오먼드 공작 제임스(James, Duke of Ormonde) 휘하의 대규모 영국, 네덜란드 함대가 카디스를 점령하여 지중해의 해양거점을 장악하기 위해 출격했다. 두 제독간의 사소한 말다툼은 부대의 상륙을 어렵게 했고 그동안 스페인측은 페르난 누네즈(Fernán Núñez) 남작이 제 때에 비록 소수지만, 구원병과 함께 도착하는 것을 허용해 버렸다. 스페인의 유명한 지네테스(jinetes)인 비야다리아스의 경기병대는 배치되어 지형을 충분히 이용해 영국군을 괴롭히고 그들의 진격을 저지하는 맹활약을 펼쳤다. 영국, 네덜란드군은 지역 주민들을 괴롭혔고, 이는 그들을 분노케하여 겉보기에 가망성 없이 보였던 도시의 방위에 프로테스탄트 침략자들에 대항하는 민중 십자군을 얻게 되었다.
25척의 전열함을 자랑하던 영국, 네덜란드 함대는 그동안 카디스의 외부 방어선을 약화시키는데 실패했다. 한달간의 무의미한 전투끝에 영국과 네덜란드군은 퇴각하여 리스본(Lisbon)으로 물러났다.

## 영향
영국 네덜란드는 퇴각할 수밖에 없었다. 그러나 그들은 프랑스 함대의 호위를 받으면서 아메리카에서 본국으로 돌아가는 스페인의 보물선이 비고(Vigo)만에 정박해 있다는 이야기를 들었다. 루크는 카디스에서 자신이 저질렀던 거대한 실수를 비고 만 해전에서 14만 파운드 정도의 가치를 지닌 은을 획득함으로써 어느 정도 회복할 수 있었다.
루크는 2년 후 비록 이 차이가 영국이 평화의 수호자 노릇을 하면서 흐릿해 지긴 했지만 표면상으로는 스페인의 카를 3세(Charles III of Spain)의 이름으로 지브롤터(Gibraltar)를 획득하기 위해 출진했다.